# Hippoporella pusilla
Hippoporella pusilla är en mossdjursart som först beskrevs av Smitt 1873.  Hippoporella pusilla ingår i släktet Hippoporella och familjen Hippoporidridae.
Artens utbredningsområde är Mexikanska golfen. Inga underarter finns listade i Catalogue of Life.